# Danh sách quốc gia của Đế quốc Bồ Đào Nha
Dưới đây là danh sách các thuộc địa và lãnh thổ của Đế quốc Bồ Đào Nha (tiếng Bồ Đào Nha: Império Português), mà vào nhiều thời điểm đã được chính thức gọi là "Quốc gia" (estados):
- Quốc gia Ấn Độ (Estado da Índia) (1505–1961)
- Quốc gia Brasil (Estado do Brasil) (1621–1815)
- Quốc gia Maranhão (Estado do Maranhão) (1621–1751)
  - Quốc gia Grão-Pará và Maranhão (Estado do Grão-Pará e Maranhão) (1751–1772)
    - Quốc gia Grão-Pará và Rio Negro (Estado do Grão-Pará e Rio Negro) (1772–1775)
    - Quốc gia Maranhão và Piauí (Estado do Maranhão e Piauí) (1772–1775)
- Quốc gia Angola (Estado de Angola) (1972–1975)
- Quốc gia Mozambique (Estado de Moçambique) (1972–1975)